# 1987年陆家嘴轮渡站踩踏事故
1987年上海陆家嘴轮渡站踩踏事故，是1987年12月10日在上海轮渡陆延线陆家嘴轮渡站的一起踩踏事故。当日清晨，上海持续数小时的大雾，轮渡依规停航，导致轮渡站聚集了大量通过轮渡前往浦西的民众，轮渡复航后，民众因急于上船造成踩踏。

## 事发经过

### 事发前
1987年12月10日清晨，黄浦江上面大雾弥漫，整个江面几乎全为大雾所笼罩。依据当时的上海市中心气象台预报，江面能见度仅为30米。依照当时上海市有关内河安全航行的条例，凡能见度低于100米的，黄浦江所有往来船只必须停航。因而，黄浦江两岸所有轮渡站都依例停航。
由于浓雾发生时，正值申城上班高峰时刻，当时上海市的交通状况，黄浦江两岸没有可供通行的大桥、隧道。因而居民日常往来黄浦江两岸只能依靠上海市轮渡公司的21条航线。而当时陆家嘴地区是浦东聚集人口最多的区域，所以陆家嘴--延安东路外滩的陆延线轮渡是市轮渡公司最为繁忙的一条航线。
在轮渡停航的几个小时以内，陆家嘴轮渡站聚集着要前往浦西的普通乘客、自行车辆，以及要去浦西贩卖新鲜果蔬的农民。当时排队已经从轮渡站一直沿着花园石桥路、北护塘路延伸到浦东南路。
上午九时左右，黄浦江浓雾渐渐消去，陆延线准备开航，而这时，依照往日的客流量计算，陆家嘴轮渡站已经聚集了将近3-4万人左右的乘客。

### 事故发生时
12月10日早9点，轮渡恢复航行。第一艘轮渡，基本上是已经在轮渡站候船室的乘客，没有什么意外发生。事故发生在9点10分左右，当时第二班轮渡准备开航，码头上的乘客由于已经快要迟到，所以显得较为急躁，大量行人与自行车涌向摆渡船。突然，其中一个中年男子连同自行车一同被前呼后拥的人群挤倒。由于当时秩序混乱，加之人流速度较快，结果导致接二连三的乘客倒地，当时人群已经无法控制，结果导致惨剧在5分钟时间内酿成。
当时推行自行车的人由于平衡难以掌握，结果成为倒地最多的人群，而自行车的倒地导致更多的车辆和行人倒地。
由于事故发生突然，所以短时间内大批乘客受伤，轮渡站值班工作人员意识到如果继续放任乘客会有更大的惨剧酿成，于是紧急关闭轮渡入口，同时向公安部门紧急求助，轮渡站值班民警与工作人员迅速投入到抢救伤员，并且就近从周边马路上拦车，通过各种方式，将伤员送至上海市第一人民医院、上海市第三人民医院及黄浦区中心医院。
陆家嘴轮渡站踩踏事故发生时，在场的执勤民警及等候轮渡的民警共有40余名。在此次踩踏事故抢险中，受伤民警10多名，其中航运公安局收审所所长曹宝根牺牲。

## 傷亡統計
根据1987年上海副市长倪天增于当年向上海市人大常委会的報告，这一事故造成16人死亡，78人受伤。但是也有一些文章和相关研究引用时称，本次事件造成66人死亡，20余人受伤，2人重伤。
2014年跨年夜上海外滩陈毅广场踩踏事件（共造成36人死亡）发生后，人民网亦有一篇文章，支持了66人死亡的结论，但并未对当年倪天增的报告做出解释。
可以确定的是，这是1949年至2014年12月30日为止，上海最严重的踩踏事故。

## 原因
首先，80年代末，上海市民往返浦东、浦西之间，只有通过轮渡摆渡。而且当时大部分企业单位都位于浦西地区，所以每天早晨会有大批急于上班的人流涌向轮渡站。而作为浦东地区人口最为密集的陆家嘴地区，每天涌向陆家嘴轮渡站的人员无数，所以长期拥挤的客流、恶劣的天气环境以及单一的出行方式最终导致这场悲剧的酿成。
其次，由于事故发生与当年的奖金制度也有关系，当时如果职工迟到一次，极易被扣除当月奖金，如果多次迟到更会被扣除季度奖、年终奖，在1987年上海市民收入普遍不高的时候，这会是一笔较大的数字，这也就是人们急忙上船的原因，所以也导致了事故的发生。

## 后续影响
1987年12月19日，上海市人大常委会第三十三次会议听取、审议副市长倪天增《关于陆家嘴轮渡码头重大伤亡事故的情况汇报》后认为：“陆家嘴轮渡码头伤亡事故是长期以来上海基础设施太差，管理体制不健全，市政建设规划的某些方面缺乏系统性、合理性等问题的集中反映。改善城市基础设施，减少、避免重大事故的发生需要在政策上有所放宽，各方面也应给予大力支持。”
黄浦江起雾导致的延迟，以及当时对员工迟到进行处罚的严苛态度被认为是造成人流过急的原因之一。此后一旦黄浦江起雾，上海电台、电视台均会提前做好预报以及滚动报道。上海市政府也发布内部文件，规定凡是遇到大雾导致市轮渡停航，职工一律不应算作迟到。
另外，这一事故的发生，使得上海市政府不得不考虑增加市民的日常出行方式，尤其是过江的交通工具。因而自此事以后延安东路隧道的建设得以加快，1988年，隧道遂宣告建成通车。同时伴随着1990年开发开放浦东带来的浦东新区开发需求，市区范围内进一步建造过江大桥的议案也被提上议事日程。1991年起，上海以平均每两年一座大桥的速度，相继建造了南浦大桥、杨浦大桥、奉浦大桥、徐浦大桥。
1987年以后，上海市轮渡再未发生过一起恶性事件。